# سن-کوتبر، کبک
سن-کوتبر (به فرانسوی: Saint-Cuthbert) شهری در منطقه شهری دوتره ناحیه لانودییر در استان کبک کانادا است. در سرشماری سال ۲۰۱۱ این شهر ۲٬۰۹۰ نفر جمعیت داشته‌است و مساحت آن ۱۳۳٫۷۱ کیلومتر مربع است.